# 라디오 세상
《라디오세상》은 대구·경북 전 지역에 송출하는 TBC Dream FM의 야구 시즌 한정으로 방영되는 라디오 프로그램이다. 진행자는 이향원이며, 방송시간은 매주 월요일 오후 6시 ~ 7시 / 프로야구 경기가 없는 날 오후 6시 ~ 8시까지다.

## 주파수 안내
- 대구, 경주, 구미 : 99.3MHz
- 포항, 영덕, 울진 : 99.7MHz
- 안동, 영주등 경북 북부 : 106.5MHz
- 성서, 지산, 범물 일부지역 : 106.5MHz

## 코너소개
- 월요일
  - 2부 <이런 세상 저런 세상> (지용석)
  - 3부 서성희의 <영화세상>(영화평론가 서성희)
  - 4부 문자메시지 사연과 신청곡

- 일요일
  - 2부 <그 시절 우리가 좋아했던 노래>

## 비고
- 프로야구 중계 기간이라도 야구경기가 우천이나 KBO 내부 사정으로 인해 경기가 취소되었을 경우 이향원의 라디오 세상을 방송하며, 프로야구 비시즌 기간일 경우 박소현의 러브게임을 그대로 수중계한다.

| TBC Dream FM        |                                                                             |                      |
| 이전                | (비시즌) 박소현의 러브게임 (KBO) 라디오세상                                 | 다음                 |
| 황제성의 황제파워   | (비시즌) 박소현의 러브게임 (KBO) 라디오세상                                 | 배영서의 매직? 뮤직! |
| 오후 4시 ~ 저녁 6시 | 매주 월, 토, 일요일 오후 6시 ~ 8시 / 프로야구 경기가 없는 날 오후 6시 ~ 8시 | 밤 8시 ~ 밤 10시     |
|                     |                                                                             |                      |